# Scott Thomson
Scott Thomson (Whittier, 29 de octubre de 1957) es un actor estadounidense, que ha participado en las películas, Twister (1996), Fast Times at Ridgemont High (1982) y Police Academy (1984). También ha participado en las series Parker Lewis Can't Lose (1990) y Jack the Bear (1993).

## Filmografía
- Greater (2015) - Dan Huber
- Keep It Together (2014) - Mánager del hotel
- Vamps (2012) - Erik
- Night of the Living Dead 3D: Re-Animation (2012) - Werner Gottshok
- True Blue (2010) - Mr. Rakestraw
- Ghost Whisperer (2009)
- Big Love (2009) - Guía turístico
- Fawlty Tower Oxnard (2007)
- Clockstoppers (2002)
- Loser (2000)
- Blast from the Past (1999)
- Jack Frost (1998) - Padre de Dennis
- Circles (1998) - Dick Halloran
- Clueless (1996)
- Twister (1996) - Jason "Preacher" Rowe
- The Cosby Mysteries (1994)
- It Runs in the Family (1994) - Delbert Bumpus
- Mr. Jones (1993) - Conrad
- Jack the Bear (1993) - Trabajador
- Parker Lewis Can't Lose (1990) - Mr. Kornstein
- Star Trek: The Next Generation (1989) - Daimon Goss
- Hunter (1989) - Danny McCann
- Day One (1989)
- Casual Sex? (1988) - Hombre #1
- The Couch Trip (1988) - Klevin
- Police Academy 4: Citizens on Patrol (1987) - Copeland
- Police Academy 3: Back in Training (1986) - Copeland
- Johnny Dangerously (1984) - Charley
- Ghoulies (1984) - Mike
- Police Academy (1984) - Chad Copeland
- Frightmare (1983) - Bobo
- T.J. Hooker (1982) - Deke
- Fast Times at Ridgemont High (1982) - Arnold
- Parasite (1982) - Chris
- Jessica Novak (1981) - Richie
- The Greatest American Hero (1981)